# Chris Stapleton
Pour les articles homonymes, voir Stapleton.
Christopher Alvin Stapleton, né le 15 avril 1978 à Lexington (Kentucky), est un auteur-compositeur-interprète,, guitariste et producteur américain de musique country.

## Biographie
Il a grandi à Staffordsville. En 2001 il s'installe à Nashville dans le Tennessee pour poursuivre sa carrière de compositeur. Il signe ensuite avec la maison d'édition Sea Gayle Music.
Chanteur du groupe bluegrass The Steeldrivers de 2008 à 2010, il publie son premier album Traveller en 2015 qui atteint la première place du US Billboard 200 et qui est certifié double disque de platine par Recording Industry Association of America.
Auteur-compositeur, il a écrit pour de nombreux artistes dont Adele, Luke Bryan, Tim McGraw, Brad Paisley et Dierks Bentley. Il a également co-écrit avec Vince Gill, Peter Frampton, Sheryl Crow, et Ed Sheeran. Parmi les chansons écrites et co-écrites, six sont devenues numéro 1 dont Never Wanted Nothing More enregistré par Kenny Chesney, Love's Gonna Make It Alright de George Strait, Drink a Beer de Luke Bryan et Come Back Song de Darius Rucker.
Il a été récompensé à plusieurs reprises. Il a notamment remporté les Country Music Association Awards et l'Academy of Country Music Awards pour l'album de l'année et le chanteur de l'année. Il a remporté le Grammy Award du meilleur album country et de la meilleure prestation vocale country. Son deuxième album studio, From A Room: Volume 1 , est sorti le 5 mai 2017. Il sera suivi du volume 2 le 1er décembre.
En 2023, il est la tête d'affiche du festival Lasso, à Montréal.

## Vie privée
Il vit à Nashville avec sa femme et co-compositrice Morgane Stapleton (en) et leurs 5 enfants.

## Discographie
- Traveller (en) (2015)
- From A Room: Volume 1 (en) (2017)
- From A Room: Volume 2 (en) (2017)[13]
- Starting Over (en) (2020)
- Higher (en) (2023)[14]

## Distinctions
- Grammy Awards 2016 :
  - Meilleure performance country solo pour Traveller
  - Meilleur album country pour Traveller

- Grammy Awards 2018 :
  - Meilleure performance country solo pour Either Way
  - Meilleure chanson country pour Broken Halos
  - Meilleur album country pour From a Room: Volume 1

- Grammy Awards 2022 :
  - Meilleure performance country solo pour You Should Probably Leave
  - Meilleure chanson country pour Cold
  - Meilleur album country pour Starting Over

- Grammy Awards 2024 :
  - Meilleure performance solo country pour White Horse
  - Meilleure chanson country pour White Horse

- Grammy Awards 2025 :
  - Meilleure prestation solo country pour It Takes a Woman